# ووبنبول
ووبنبول (به آلمانی: Wobbenbüll) یک شهر در آلمان است که در نوردفرایسلند واقع شده‌است. ووبنبول ۴۸۴ نفر جمعیت دارد.